# Midia
Midia midas es una especie de araña araneomorfa de la familia Linyphiidae. Es el único miembro del género monotípico Midia.

## Distribución
Se encuentra en Europa donde se han observado en Reino Unido, en Francia, Dinamarca, República Checa,  Polonia y Rumania..